# Saint-Léonard-des-Bois
Saint-Léonard-des-Bois is een gemeente in het Franse departement Sarthe (regio Pays de la Loire) en telt 514 inwoners (2004). De plaats maakt deel uit van het arrondissement Mamers.

## Geografie
De oppervlakte van Saint-Léonard-des-Bois bedraagt 27,6 km², de bevolkingsdichtheid is 18,6 inwoners per km².
De onderstaande kaart toont de ligging van Saint-Léonard-des-Bois met de belangrijkste infrastructuur en aangrenzende gemeenten.

## Demografie
Onderstaande figuur toont het verloop van het inwonertal (bron: INSEE-tellingen).